# セルソ・オルティス
セルソ・ファビアン・オルティス・ガマーラ（Celso Fabián Ortiz Gamarra , 1989年1月26日 - ）は、パラグアイ・アスンシオン出身のサッカー選手。リーガMX・CFパチューカ所属。ポジションはMF。

## クラブ経歴
2007年にセロ・ポルテーニョのトップチームに昇格し、プロデビュー。2009年8月にエールディヴィジで初優勝を果たしたばかりのAZアルクマールと契約。2010年1月に5年間の延長契約を締結。加入後数シーズンは出場機会獲得に苦しんだものの、2013-14シーズン以降は主力として活躍した。
2016年6月、AZアルクマールとの契約満了に伴いCFモンテレイと契約。2019年はCONCACAFチャンピオンズリーグ2019で優勝し、FIFAクラブワールドカップ2019に出場。準決勝でリヴァプールFCに敗れるも3位入賞を果たした。

## 代表経歴
2009年にエジプトで開催された2009 FIFA U-20ワールドカップに、U-20代表で出場。翌2010年9月4日の日本戦でフル代表初出場。以降2016年のコパ・アメリカ・センテナリオやコパ・アメリカ2019といった主要大会にも出場した。